# Jakob Lines

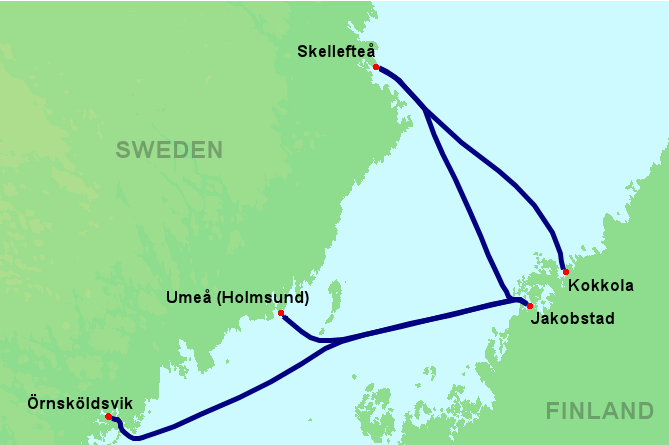
Jakob Lines rutter genom åren.

Jakob Lines var ett rederi i Jakobstad. Företaget grundades 1969 i Jakobstad och bedrev färjetrafik på rutter mellan Jakobstad och Karleby i Finland, och Skellefteå, Umeå, och Örnsköldsvik i Sverige. 
Jakob Lines första fartyg M/S Nordek gjorde sin jungfrufärd för företaget 16 september 1969 på rutten mellan Jakobstad och Umeå. Bolaget bedrev vanligtvis trafik med två färjor och hann ha en flotta av totalt tolv olika fartyg.
Efter att företaget såldes 1991 bedrevs trafiken av köparen Vasabåtarna. Kort efter köpet gick Vasabåtarna samman med Silja Line. Silja Line minskade gradvis på trafiken från Jakobstad och Karleby. I köpeavtalet då Vasabåtarna köpte Jakob Line stipulerades att färjetrafik måste upprätthållas sommartid fram till dess att taxfree försäljningen på linjer mellan EU-länder upphörde 1999.
Taito Rintala fungerade som VD för Jakob LInes verksamheten under de sista åren.

## Fartyg
- M/S Nordek (1969–1973)
- S/S Bore II (1971–1972, hyrd)
- S/S Bore III (1972)
- S/S Bore Nord (1973–1976)

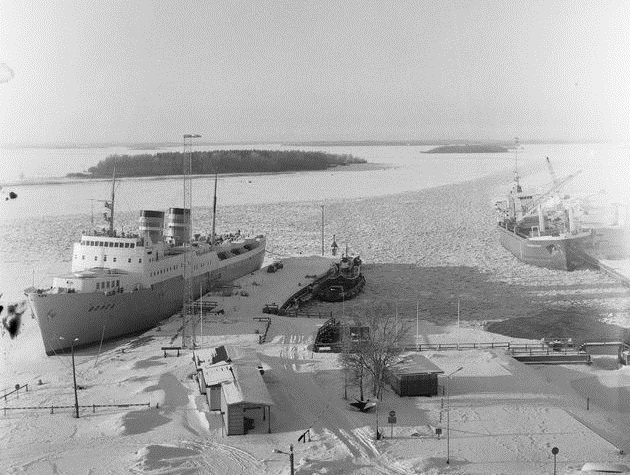
Jabob Lines fartyg S/S Borea (till vänster) i Jakobstads hamn vintern 1981.

- M/S Wasa Express (1974, marknadsfördes som: Nord Express)
- M/S Achilleus (1976, hyrd)
- S/S Borea (1977–1983)
- M/S Polar Express (1982–1984)
- M/S Fennia (1983–1985)
- M/S Fenno Express (1985–1989)
- M/S Botnia Express (1989–1991, marknadsförd som Polar Princess)
- M/S Fenno Star (1990–1991).